# مسابقة الأغنية الأوروبية 1977
مسابقة الأغنية الأوروبية 1977 هي النسخة ال43 من مسابقة الأغنية الأوروبية، أقيمت في مدينة لندن، المملكة المتحدة، شاركت 18 دولة في المسابقة وحصلت فرنسا على المركز الأول بأغنية L'oiseau et l'enfant.

## روابط خارجية
- الموقع الرسمي